# Arruda dos Pisões
Arruda dos Pisões é uma povoação portuguesa do Município de Rio Maior que foi sede da extinta Freguesia de Arruda dos Pisões, freguesia que tinha 9,70 km² de área e 405 habitantes (2011), e, por isso, uma densidade populacional de 41,8 hab/km².
A Freguesia de Arruda dos Pisões foi extinta (agregada) pela reorganização administrativa de 2012/2013, sendo o seu território sido agregado ao da Freguesia de Outeiro da Cortiçada para criar a Freguesia de Outeiro da Cortiçada e Arruda dos Pisões.

## População
| População da freguesia de Arruda dos Pisões | População da freguesia de Arruda dos Pisões | População da freguesia de Arruda dos Pisões | População da freguesia de Arruda dos Pisões | População da freguesia de Arruda dos Pisões | População da freguesia de Arruda dos Pisões | População da freguesia de Arruda dos Pisões | População da freguesia de Arruda dos Pisões | População da freguesia de Arruda dos Pisões | População da freguesia de Arruda dos Pisões | População da freguesia de Arruda dos Pisões | População da freguesia de Arruda dos Pisões | População da freguesia de Arruda dos Pisões | População da freguesia de Arruda dos Pisões | População da freguesia de Arruda dos Pisões |
| ------------------------------------------- | ------------------------------------------- | ------------------------------------------- | ------------------------------------------- | ------------------------------------------- | ------------------------------------------- | ------------------------------------------- | ------------------------------------------- | ------------------------------------------- | ------------------------------------------- | ------------------------------------------- | ------------------------------------------- | ------------------------------------------- | ------------------------------------------- | ------------------------------------------- |
| 1864                                        | 1878                                        | 1890                                        | 1900                                        | 1911                                        | 1920                                        | 1930                                        | 1940                                        | 1950                                        | 1960                                        | 1970                                        | 1981                                        | 1991                                        | 2001                                        | 2011                                        |
| 220                                         | 262                                         | 296                                         | 317                                         | 370                                         | 443                                         | 621                                         | 532                                         | 598                                         | 624                                         | 565                                         | 469                                         | 424                                         | 425                                         | 405                                         |

| Distribuição da População por Grupos Etários | Distribuição da População por Grupos Etários | Distribuição da População por Grupos Etários | Distribuição da População por Grupos Etários | Distribuição da População por Grupos Etários | Distribuição da População por Grupos Etários | Distribuição da População por Grupos Etários | Distribuição da População por Grupos Etários | Distribuição da População por Grupos Etários | Distribuição da População por Grupos Etários |
| -------------------------------------------- | -------------------------------------------- | -------------------------------------------- | -------------------------------------------- | -------------------------------------------- | -------------------------------------------- | -------------------------------------------- | -------------------------------------------- | -------------------------------------------- | -------------------------------------------- |
| Ano                                          | 0-14 Anos                                    | 15-24 Anos                                   | 25-64 Anos                                   | > 65 Anos                                    |                                              | 0-14 Anos                                    | 15-24 Anos                                   | 25-64 Anos                                   | > 65 Anos                                    |
| 2001                                         | 45                                           | 64                                           | 199                                          | 117                                          |                                              | 10,6%                                        | 15,1%                                        | 46,8%                                        | 27,5%                                        |
| 2011                                         | 61                                           | 34                                           | 216                                          | 94                                           |                                              | 15,1%                                        | 8,4%                                         | 53,3%                                        | 23,2%                                        |

Média do País no censo de 2001:  0/14 Anos-16,0%; 15/24 Anos-14,3%; 25/64 Anos-53,4%; 65 e mais Anos-16,4%
Média do País no censo de 2011:   0/14 Anos-14,9%; 15/24 Anos-10,9%; 25/64 Anos-55,2%; 65 e mais Anos-19,0%

## Povoamento Humano
A Freguesia de Arruda dos Pisões era considerada uma das mais antigas do Município de Rio Maior e os seus povos descenderão de habitantes primitivos da região.
A presença humana nesta zona remonta a épocas muito remotas. Pensa-se que terá sido no último período da era Cenozóica. Deslocavam-se grupos pouco numerosos, ao longo dos rios e lagos, à procura de raízes, frutos e outras comidas. Pernoitavam nas grutas e nos buracos, que lhes pareciam seguros dos animais.

## Toponímia
O topónimo Pisões, deriva de Pizoens, um instrumento com que as populações de antigamente moíam os cereais para fabricar farinha, objecto que batia no recipiente ou almofariz. Pisões também poderia ser máquinas utilizadas para lhe dar mais consistência, e assim sendo poderá indicar a existência, noutras tempos de uma indústria de panos, o topónimo Arruda poderá estar ligado a uma planta lenhosa, que existiu, de forte cheiro e desagradável e sabor acre, utilizada para fins medicinais.

## História
A freguesia de S. Gregório de Arruda dos Pisões, era uma vigararia e posteriormente de Avis, sendo um dos seus frades professos a apresentar a Mesa da Consciência.
No ano de 1527, na aldeia de Arruda dos Pisões existiam 27 fogos habitacionais e uma população de cerca de 120 habitantes. Em 1758, existiam cerca de 63 fogos e 243 habitantes. No recenseamento de 1930 a freguesia tinha 128, sendo a freguesia menos populosa do concelho.

## Economia
Esta zona, em tempos era bastante pantanosa. Ao longo da freguesia existem bastantes ribeiras, sendo muito abundante de água, tornando a agricultura, na actividade principal da população, a qual ainda é complementada pela pecuária e avicultura. Na primeira metade do século passado, a indústria de louça de barro grosseira, predominava na freguesia, existindo também diversas fábricas na vinha, na fruta e na oliveira, possuindo alguns lagares de azeite. No ano de 1939, apareceu um insecto preto que se introduzia nos ramos da oliveira destruindo a azeitona.

## Igreja
A Igreja Paroquial de São Gregório, contém uma só nave, dois altares colaterais e tecto de madeira de três planos. De realçar a imagem da padroeira, esculpida em pedra, com uma altura de cerca de 70 cm, policremada, data do século XVI. Destaque ainda para o cruzeiro que data de 1734.

## Festas e romarias
São Gregório (18 a 22 de Agosto)

## Património cultural e edificado
Igreja matriz, adro da igreja, cruzeiro, fonte do povo, lagares de azeite, moinho e um Ferreiro

## Outros locais de interesse turístico
Cabeço da Guarita (miradouro), campo de tiro e fábrica de olaria antiga.

## Gastronomia
Magusto e bacalhau assado.

## Artesanato
Tapeçaria (tipo Arraiolos).

## Colectividades
- Assoc. Progresso recreativa de Arruda dos Pisões
- Juventude de Arruda dos Pisões